# Монтриђаско
Монтриђаско је насеље у Италији у округу Новара, региону Пијемонт.
Према процени из 2011. у насељу је живело 307 становника. Насеље се налази на надморској висини од 437 м.